# 피츠버그 파이리츠
피츠버그 파이리츠(영어: Pittsburgh Pirates)는 미국 펜실베이니아주 피츠버그를 연고지로 하는 프로 야구 팀이다. 메이저 리그 내셔널 리그 중부 지구 소속이다.
1882년 창단하였고, 김병현이 2008년에, 박찬호가 2010년에 소속되었던 팀이다. 2015년부터 2019년까지 강정호가 소속되었던 팀이며 1985년 인디애나폴리스 이동설이 있었고 그 당시 '애로우즈'란 팀명이 물망에 올랐지만 근처 신시내티 세인트루이스 시카고 지역 클럽들의 반대로 좌절됐다.

## 영구 결번
- #1 빌리 마이어
- #4 랄프 카이너
- #8 윌리 스타젤
- #9 빌 매저로스키
- #11 폴 워너
- #20 파이 트레이너
- #21 로베르토 클레멘테
- #33 호너스 와그너
- #40 대니 머토

## 유명 선수
- 야마이코 나바로

## 역대 한국인 선수
(파이리츠 시절 등번호, 포지션, 파이리츠에서 소속이던 시즌)
- 김병현 - 87번, 투수, 2008년
- 박찬호 - 61번, 투수, 2010년
- 강정호 - 27번 -> 16번, 내야수, 2015년~2019년
- 배지환 - 56번, 내야수, 2018년~ 현재
- 심준석 - 투수, 2023~ 현재